# René Martens
Pour les articles homonymes, voir Martens.
Ne doit pas être confondu avec René Mertens.
René Martens, né le 27 mai 1955 à Hasselt, est un coureur cycliste belge. Professionnel de 1978 à 1990, il a notamment remporté le Tour des Flandres, Bordeaux-Paris et une étape du Tour de France 1981.

## Palmarès et résultats

### Palmarès amateur
- 1975
  - 2e de Bruxelles-Saint-Trond
- 1976
  - Classement général du Triptyque ardennais
  - Tour de Liège :
    - Classement général
    - 4ea (contre-la-montre) et 5e étapes

  - Internatie Reningelst
  - 2e de Seraing-Aix-Seraing
  - 2e de la Flèche ardennaise
- 1977
  - Flèche ardennaise
  - Circuit du Hainaut
  - 2eb étape du Grand Prix François-Faber
  - 2e du Grand Prix François-Faber

### Palmarès professionnel
- 1978
  - 8e de Paris-Bruxelles
- 1979
  - 4eb (contre-la-montre) et 5e étapes de la Semaine catalane
  - 3e du Grand Prix Betekom
  - 10e de l'Amstel Gold Race
- 1980
  - 2e du Grand Prix de l'Escaut
  - 6e du Grand Prix du Midi Libre
- 1981
  - 9e étape du Tour de France
  - 3e du Tour des Pays-Bas
- 1982
  - Tour des Flandres
  - Flèche Hesbignonne
- 1983
  - Coupe Sels
  - 2e de la Course des raisins
- 1984
  - 8e de Bordeaux-Paris
- 1985
  - Bordeaux-Paris
- 1986
  - 2e du Prix national de clôture
  - 9e de Bordeaux-Paris
- 1987
  - Flèche Hesbignonne
  - 4e de Bordeaux-Paris

### Résultats sur les grands tours

#### Tour de France
9 participations
- 1978 : 26e
- 1979 : 25e
- 1980 : 30e
- 1981 : 83e, vainqueur de la 9e étape
- 1982 : 24e
- 1983 : abandon (18e étape)
- 1984 : 68e
- 1988 : 131e
- 1989 : 91e

#### Tour d'Espagne
4 participations
- 1983 : 48e
- 1984 : 51e
- 1985 : 73e
- 1989 : hors délais (5e étape)